# Exochochromis anagenys
Exochochromis anagenys är en fiskart som beskrevs av Oliver, 1989. Exochochromis anagenys ingår i släktet Exochochromis och familjen Cichlidae. IUCN kategoriserar arten globalt som livskraftig. Inga underarter finns listade i Catalogue of Life.